# Don Valley Stadium
Das Don Valley Stadium war ein Rugby- und Fußballstadion mit Leichtathletikanlage in der englischen Stadt Sheffield. Es bot Platz für 25.000 Zuschauer und diente u. a. dem Verein Rotherham United von 2008 bis 2012 als Heimstätte.

## Geschichte

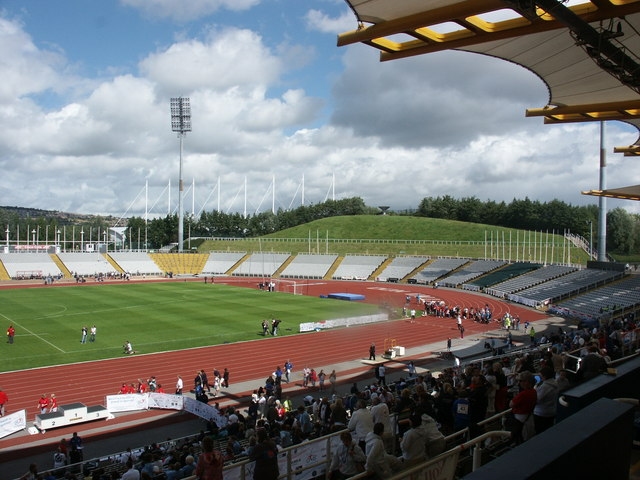
Blick ins Stadion

Das Don Valley Stadium in Sheffield, einer englischen Stadt in der Grafschaft South Yorkshire, wurde im Jahre 1990 erbaut und im September des gleichen Jahres eröffnet. Nur ein Jahr nach der Eröffnung des Stadions fand hier der erste Wettkampf statt, und zwar die Sommer-Universiade 1991. Ebenfalls 1991 wurde es erstmals das Heimstadion des Rugbyvereins Sheffield Eagles. Die Eagles gewannen bis heute einmal den Challenge Cup der Rugby League und wurden einmal Meister der zweiten englischen Rugby-League-Spielklasse. 2009 gaben die Eagles bekannt, dass sie für die kommende Spielzeit, also ab 2010, ihre Heimspiele an der Bramall Lane, das auch der Fußballverein Sheffield United für Heimspiele nutzt, austragen werden. Neben der Rugby League fanden im Don Valley Stadium auch Fußballspiele statt. Das erste Ligaspiel von Rotherham United in diesem Stadion war ein 1:0-Sieg über den Lincoln City F.C. am ersten Spieltag der Saison 2008/09, an deren Ende Rotherham im Don Valley Stadium durch ein 0:1 gegen Exeter City den Aufstieg in die Football League One erst in den Play-offs verpasste.
Von 1994 bis 1995 absolvierte das American-Football-Team Great Britain Spartans in der Football League of Europe im Don Valley Stadium. 
Die aus Sheffield stammende Jessica Ennis, Olympiasiegerin im Siebenkampf von London 2012, trainierte im Don Valley Stadium. 
Im Don Valley Stadium fanden auch regelmäßig Konzerte statt. So spielten hier schon Michael Jackson, The Rolling Stones, die Spice Girls, Céline Dion, die Red Hot Chili Peppers, Ugly Kid Joe und U2. Anlässlich von Konzerten wurde die Kapazität des Don Valley Stadiums auf 50.000 Plätze erhöht.
Im März 2011 wurden die Pläne für das neue New York Stadium der Rotherham United mit 12.000 Plätzen vorgestellt. Die Arbeiten begannen im Juni 2011 und die Einweihung fand rund ein Jahr später am 21. Juli 2012 statt. Damit verließ Rotherham nach vier Jahren das Don Valley Stadium.
Aufgrund von Sparmaßnahmen im öffentlichen Haushalt der Stadt und hoher Unterhaltskosten verkündete das Sheffield City Council im Januar 2013 die Schließung und den Abbruch des Stadions. Der Abriss wurde in einer Stadtratssitzung am 1. März 2013 beschlossen. Als Ersatz für die Leichtathleten wurde das Woodburn Road Athletics Stadium für 325.000 Pfund renoviert und im Oktober 2013 wiedereröffnet. Das Stadion wurde im September geschlossen und am 21. November 2013 begannen die Abrissarbeiten. Auf dem Stadiongelände wird für 10 Millionen Pfund ein University Technical College (UTC) errichtet, dies beschloss der Stadtrat am 6. August 2014. Es wird nach der Eröffnung des UTC Sheffield 2013 die zweite Schule dieser Art in der Stadt sein. Spezialisiert auf Humanwissenschaften und Digitaltechnik wird das UTC Platz für 600 Schüler zwischen 14 und 19 Jahren haben. Unterstützt wird das UTC vom Sheffield College und der Sheffield Hallam University.